# Violfotskremla
Violfotskremla (Russula violeipes) är en svampart som beskrevs av Quél. 1898. Violfotskremla ingår i släktet kremlor och familjen kremlor och riskor.  Arten är reproducerande i Sverige. Inga underarter finns listade i Catalogue of Life.